# Abschnittsbefestigung Gögerl

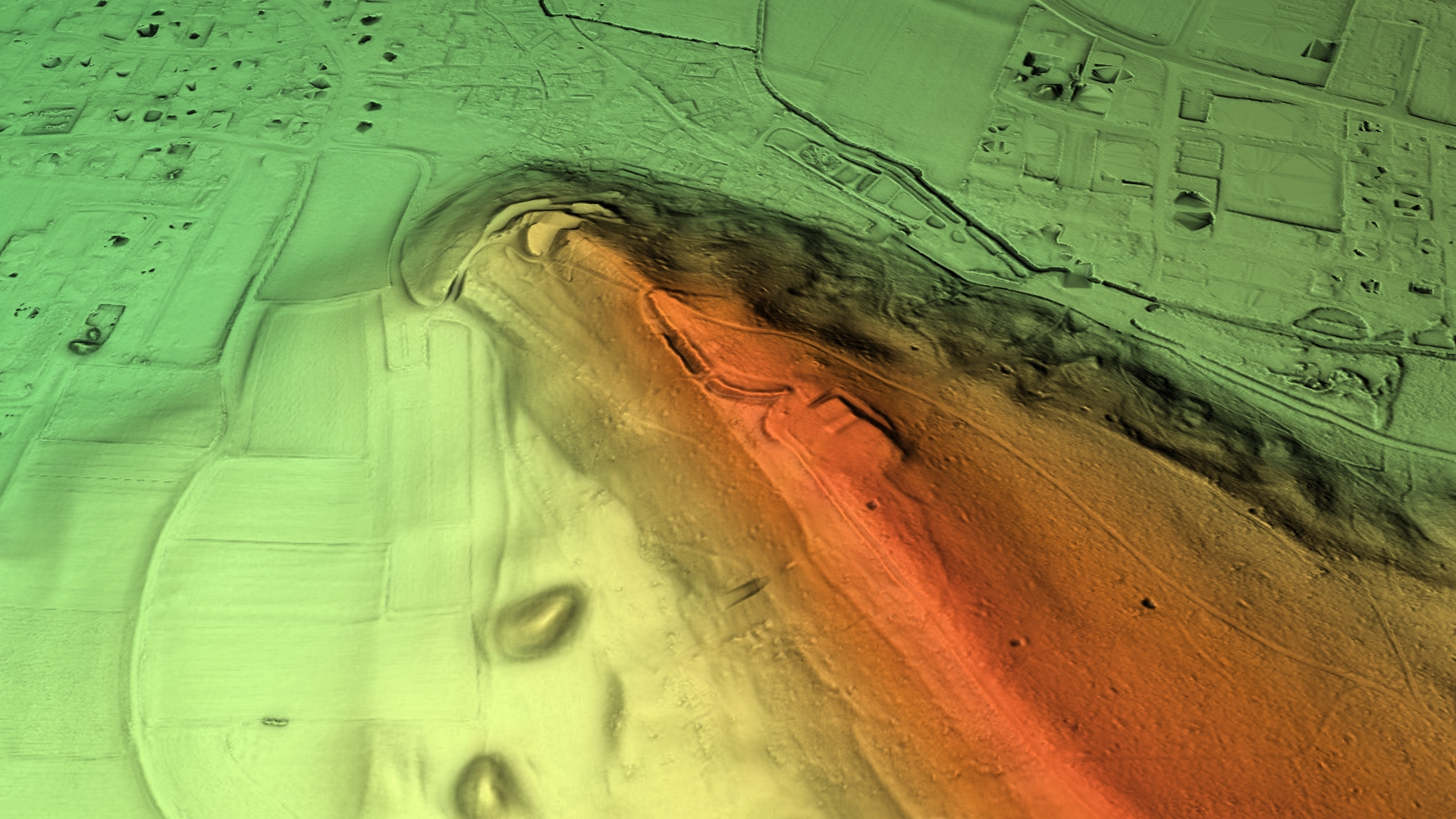
3D-Ansicht des digitalen Geländemodells

Der Abschnittsbefestigung Gögerl, auch Hechenbergwall oder Gögerlwall genannt, ist eine abgegangene Abschnittsbefestigung an der nördlichen Spitze des Hechenberges bei Weilheim in Oberbayern. Sie ist zusammen mit der Gögerlburg am Nordosthang eine von zwei ehemaligen früh- und hochmittelalterlichen Befestigungsanlagen auf dem Berg.

## Geschichte
Für den Hechenbergwall existieren keine mittelalterlichen Schriftquellen und auch keine datierten Funde, weshalb über die Funktion der Anlage nur spekuliert werden kann. Die Bauweise mit Hanggräben und die Lage an einem schwer anzugreifenden Steilhang sprechen aber für eine frühmittelalterliche Burg (9./10. Jahrhundert) der Karolinger in Bayern.

## Beschreibung

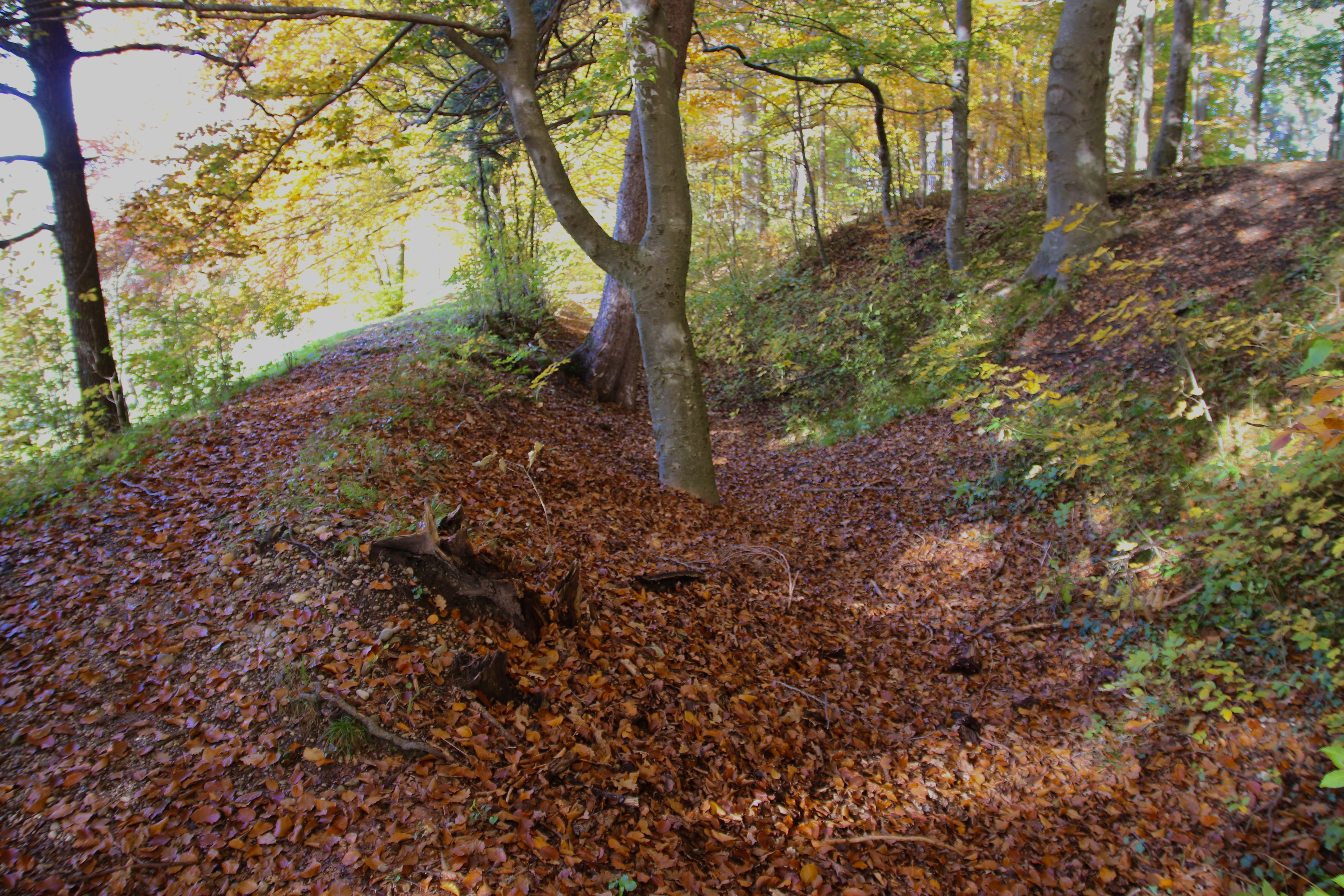
Südwesthang mit Wall und Graben

Von der ehemaligen Befestigungsanlage ist noch ein Teil der Wallgrabenanlage erhalten. Am besten ist die Befestigung am Südwesthang erhalten, hier erkennt man unterhalb des Walls noch einen Graben. Bearbeitete Tuffsteine wurden an dieser Stelle gefunden und deuten auf eine Steinmauer im Wall hin. Auch am nordwestlichen Sporn zeigt sich ein deutlicher Wall, der sich dann im Nordhang verliert.
Der Hechenbergwall ist vom Bayerischen Landesamt für Denkmalpflege als Bodendenkmal D-1-8132-0060 erfasst.